# My Melody - Sogni di magia
My Melody - Sogni di magia (おねがいマイメロディ?, Onegai Mai Merodi, Onegai My Melody) è un manga edito da Kōdansha basato sui noti personaggi della Sanrio, da cui è stato tratto un anime. La serie animata è divisa in 4 serie: Onegai My Melody, Onegai My Melody - Kuru Kuru Shuffle! (おねがいマイメロディ 〜くるくるシャッフル!〜?, Onegai Mai Merodi ~Kuru Kuru Shaffuru!~), Onegai My Melody Sukkiri♪ (おねがいマイメロディ すっきり♪?, Onegai Mai Merodi Sukkiri♪) e Onegai My Melody Kirara★ (おねがいマイメロディ きららっ★?, Onegai Mai Merodi Kirara★), prodotte dal 2005 al 2009 e trasmesse dal network giapponese TV Tokyo a partire dal 3 aprile 2005. Le prime due serie sono composte da un totale di 104 episodi da 20 minuti e le altre due 156 mini-episodi da 10 minuti (ma uniti in 52 blocchi da 20 minuti nella quarta serie). Un cortometraggio d'animazione di 12 minuti intitolato Onegai My Melody - Yū & Ai (おねがいマイメロディ 友＆愛?, Onegai Mai Merodi - Yū & Ai) è uscito l'11 agosto 2012, proiettato insieme a Eiga Jewelpet - Sweets Dance Princess, film tratto dalla serie Jewelpet.
In Italia l'anime è stato trasmesso per la prima volta su Italia 1 a partire dall'8 settembre 2008 e si è concluso nell'agosto del 2010 ma solo sul canale a pagamento Hiro. Le ultime 2 serie, infatti, trasmesse in 78 episodi su Hiro, risultano ancora inedite in chiaro. Tutte le serie sono intitolate My Melody - Sogni di magia.

## Trama
La perfida coniglietta Kuromi e il suo tapiro volante Baku scappano dalla prigione sotterranea del regno di Mary Land per impadronirsi di potere magico tramite i sogni degli umani. La bianca coniglietta My Melody, artefice involontaria della fuga dei due furfanti, viene inviata sulla Terra per proteggere i sogni della gente.
Qui My Melody conosce una studentessa delle medie, Uta Yumeno, prima vittima di Kuromi e dopo averla salvata dall'incantesimo della diavoletta, la ragazzina offre a My Melody di restare a vivere con lei per tutto il tempo della sua missione sulla Terra, diventando così sua grande ed inseparabile amica.

## Personaggi

Uta Yumeno e My Melody

My Melody (マイメロディ?, Maimerodi)
Doppiata da: Rei Sakuma (ed. giapponese), Serena Clerici (ed. italiana)
Protagonista della serie, è una coniglietta dalla cuffia rosa e dagli occhi dolci e neri. È chiamata anche My Melo.Con un carattere teneramente ingenuo e gentile verso tutti è però simpaticamente goffa. Mentre parla usa spesso la parola "onegai" (trad. "per favore"). È molto amica di Kuromi, nonostante sia cordialmente odiata dalla diavoletta, a causa di guai involontariamente causati da My Melo durante l'infanzia ai suoi danni. Kuromi si è legata al dito tutto quanto trascrivendo gli eventi sul suo taccuino. Il personaggio è apparso anche in alcune storie di Hello Kitty.
Kuromi (クロミ?, Kuromi)
Doppiata da: Junko Takeuchi (ed. giapponese), Beatrice Caggiula (ed. italiana)
Molto diversa da My Melody, ribelle ed irritabile, ma anche goffa, monella, gelosa e soprattutto particolarmente sfortunata. "Cattiva" della serie per un po', è ospite a villa Hiiragi, prima lavorando per Keiichi poi per Iun, mentre raccoglie le note nere. È innamorata di Keiichi, tanto che il suo sogno è di sposarlo, e grazie alla magia della Chiave Melody in alcune occasioni si trasforma in una ragazza cambiando il suo nome in Kurumi Nui per attirare l'attenzione del suo adorato, senza però avere mai il coraggio di dirgli chi è in realtà. A volte si allea con My Melody in presenza di grandi pericoli.
Babu (バク?, Baku)
Doppiato da: Noboru Maeda (ed. giapponese), Diego Sabre (ed. italiana)
Compagno di Kuromi e anche il suo mezzo di trasporto, dato che sa volare. Ogni sua frase termina con l'intercalare "zona" (solamente nella versione giapponese). È molto tranquillo e serio, ma anche piuttosto stupido e viene sempre spesso strapazzato dall'aggressività di Kuromi. Pare avere un debole per Kuromi, ma in certe storie, pure per Mymelo.
Flat (フラット?, Furatto, in Italia Fiocco)
Doppiato da: Kaori Miura (ed. giapponese), Jolanda Granato (ed. italiana)
Vive con Keru ed è il migliore amico di My Melody. Ha le sembianze di un topo ed è innamorato di My Melo. La coniglietta ne è naturalmente all'oscuro, dato che Fiocco, nonostante sproni Keru a confidare il suo sentimento ad Uta, è lui il primo a non sbottonarsi con Mymelo.
Piano (ピアノ?, Piano, in Italia Petita)
Una pecorella rosa che vive con Miki. Scrive poesie.
Uta Yumeno (夢野 歌?, Yumeno Uta)
Doppiata da: Azusa Kataoka (ed. giapponese), Benedetta Ponticelli (ed. italiana)
Co-protagonista della serie. Una normale studentessa delle medie che è la prima vittima di Kuromi e decide di aiutare My Melody e di ospitarla a casa sua. All'inizio della prima e fino alla fine della seconda serie è innamorata di Keichi Hiiragi, in seguito è leggermente attratta da Iun, ma poi si fidanzerà con Keru, che si era da poco dichiarato a lei. La cosa migliore è che alla fine lei accetta di essere la ragazza di Keru con un bacio dolcissimo.
Mana Fujisaki (藤崎 真菜?, Fujisaki Mana)
Doppiata da: Yū Sugimoto (ed. giapponese), Donatella Fanfani (ed. italiana)
Una delle migliori amiche di Uta. Agile, forte e determinata, non sopporta le cose carine e femminili, prima tra tutte My Melody, ma sa essere sensibile e premurosa anche nei suoi confronti.
Miki Sakurazuka (桜塚 美紀?, Sakurazuka Miki)
Doppiata da: Ami Koshimizu (ed. giapponese), Renata Bertolas (ed. italiana)
Una delle migliori amiche di Uta. Ragazza dal carattere dolce, simpatica ed a volte è troppo innocente. Vive in un mondo tutto suo e scrive poesie molto sdolcinate. Forse è innamorata di Iun visto che nell'episodio in cui lui appare e la riempie di complimenti, lei diventa completamente rossa.
Keru Kogure (小暮 駆?, Kogure Kakeru, Kakeru Kogure)
Doppiato da: Miyuki Sawashiro (ed. giapponese), Renato Novara (ed. italiana)
È un compagno di classe di Uta ed è innamorato di lei fin da piccolo. Particolarmente timido, non riesce mai a dirle niente senza prenderla in giro. Odia Keiichi ed è il migliore amico di Iun. Negli ultimi episodi della seconda serie si deciderà finalmente a dichiarare il suo amore ad Uta anche se lei rimarrà un po' dubbiosa. Però dopo si fidanzeranno e Uta gli dichiarerà il suo amore con un dolce bacio. Dimostra il suo amore per Uta molte volte, aiutandola nelle situazioni più difficili.
Keiichi Hiiragi (柊 恵一?, Hiiragi Keiichi)
Doppiato da: Ryōtarō Okiayu (ed. giapponese), Alessandro Rigotti (ed. italiana)
Famoso violinista dal carattere freddo e distaccato, ospita Kuromi e Babu e nutre propositi malvagi servendosi di loro. Sembra che non sopporti le ragazze, ad eccezione di Uta Yumeno e di Kurumi Nui (l'alter-ego umano di Kuromi). Il suo primo amore è Uta, ma pensa di volerle bene come a una sorella (infatti dice diverse volte che gli sarebbe piaciuto avere una sorellina più piccola), quando si rende conto di cosa prova davvero è però troppo tardi, poiché a quel punto è Uta a considerarlo come un fratello maggiore e a fidanzarsi con Keru. Il suo secondo amore è forse Kurumi, la sua misteriosa Cenerentola. Nel corso della storia, non riuscirà mai a perdonare Iun, suo fratello, se non alla fine delle ultime serie.
Iun Hiiragi (柊 潤?, Hiiragi Jun)
Doppiato da: Hayato Isohata (ed. giapponese), Davide Garbolino (ed. italiana)
Fratello minore di Keiichi, dal carattere esuberante, suona la chitarra elettrica e odia suo fratello. Innamorato di Uta come suo fratello Keiichi (unica nota in comune oltre al cognome e la passione per la musica) e Keru, il suo migliore amico. È lui a dare la forza alla chiave di Kuromi nella metà della seconda serie e per questo viene posseduto dal potere oscuro. Dopo il fidanzamento di Uta e Keru, il giovane Iun si accorgerà di Miki e capirà che è lei la ragazza ideale per lui. Può sembrare stupido ma così è il suo carattere, contrario da quello di suo fratello, è un tipo molto simpatico ed anche un ottimo amico nelle situazioni difficili.
Kanade Yumeno (夢野 奏?, Yumeno Kanade)
Doppiata da: Natsuki Katō (ed. giapponese), Marcella Silvestri (ed. italiana)
La sorella maggiore di Uta. Frequenta lo stesso liceo di Keiichi, alle medie era nella sua stessa classe ed era innamorata di lui, ma poi si rese conto del suo vero carattere.
Koto Yumeno (夢野 琴?, Yumeno Koto)
Doppiato da: Aoi Yūki (ed. giapponese), Loredana Foresta (ed. italiana)
La sorella minore di Uta. Frequenta le elementari. Ha un debole per Iun.

### Altri personaggi
Sebastian (セバスティアン?, Sebasutian)
Doppiato da: Riccardo Rovatti (ed. italiana)
Il maggiordomo di Keichii. È il maggiore dei due gemelli, molto severo e attento alle buone maniere.
Sebastan (セバステアン?, Sebasutean)
Doppiato da: Stefano Albertini (ed. italiana)
Il maggiordomo di Iun. È il minore dei due gemelli, più permissivo di suo fratello.
Ministro Dorian
Doppiato da: Stefano Pozzi (ed. italiana)
Il Primo Ministro di Maryland, una talpa che vuole essere in soccorso da My Melody. In un episodio viene posseduto dal potere oscuro.
Re e Regina di Maryland
Doppiati rispettivamente da: Cesare Rasini e Stefania Patruno (ed. italiana)
Due elefanti sovrani di Maryland.
Famiglia di My Melody
Doppiati rispettivamente da: Giuliana Atepi, Alessandro Zurla, Giuliana Nanni e Antonio Paiola (ed. italiana)
È composta da mamma, papà, fratellino, nonna e nonno.
Famiglia di Kuromi
È composta da mamma e papà.
Famiglia di Babu
Doppiati rispettivamente da: Elisabetta Cesone e Tony Fuochi (ed. italiana)
È composta da mamma, papà e i fratellini di Babu.
Le Kuromi's Five
La banda di piccole teppiste di Maryland, composta da Nyanmi, Konmi, Chunmi, Wanmi e Kuromi che è la leader del gruppo.
Makumba
Doppiato da: Marco Balzarotti (ed. italiana)
Il potere oscuro che appare soltanto nelle prime ed ultime puntate. Può considerarsi il vero antagonista della serie.
Usamimi Mascherato
Il supereroe generato dalla magia di My Melody. È Keiichi, anche se nessuno lo sospetta (che però viene scoperto alla fine della seconda serie).

## Anime

### Edizione Italiana

#### Censure e tagli
In Italia, per motivi legati all'authority e all'orario di messa in onda (la cosiddetta "fascia protetta"), sono state completamente censurate alcune scene che vedevano Keru baciarsi con altri maschi, nell'intento di salvare la sua amata Uta. Inoltre, l'episodio 24 (secondo la numerazione originale giapponese), non è mai stato trasmesso in chiaro su Italia 1, perché ritenuto troppo forte per il pubblico pomeridiano della rete. In questa puntata, una ragazza della scuola, chiamata Kanou, raggruppava e scambiava varie parti del corpo di altre giovani, "rubate" grazie alle perfide magie di Kuromi, per apparire più attraente e carina agli occhi dei ragazzi. Tuttavia, l'episodio è stato trasmesso per la prima volta integralmente sul canale a pagamento Hiro di Mediaset Premium il 21 dicembre 2009. Nell'episodio 36 invece è stata tagliata una scena dove Keru, dopo aver saputo che Iun era venuto ad abitare per qualche giorno a casa di Uta, ha immaginato per un attimo Uta e Iun che si stavano lavando insieme; questa scena non è stata trasmessa su Italia 1 e nemmeno su Hiro ma è stata mantenuta unicamente nelle versioni straniere.

#### Trasmissione
La trasmissione dell'anime in Italia è iniziata l'8 settembre 2008 in prima visione su Italia 1. La serie, a partire dal 24 gennaio 2009 (ossia dall'episodio numero 9 della seconda serie), è stata spostata, ancora in prima visione, nella collocazione del sabato e della domenica mattina, intorno alle ore 8:35, con episodi interi, dove è rimasta per un paio di mesi (fino al 29 marzo), per poi essere momentaneamente sospesa. Dopo una breve pausa, la serie è ricominciata dal 24 maggio 2009 sempre nel weekend alle ore 9:00 circa, ancora in prima visione, fino al 15 agosto 2009, giorno della conclusione della seconda serie.
In Italia questo anime è stato il primo ad essere trasmesso in un formato ancora più insolito dei "mezzi episodi" nei quali alcune serie venivano divise: quindici minuti per episodio (tre quarti di episodio). Verso la fine della prima stagione (cioè dall'episodio numero 43), la serie è stata trasmessa in un formato più simile a quello originale: episodi tagliati in due parti da dieci minuti. Solo dal 24 gennaio 2009 però la serie è stata trasmessa come in originale, con episodi da 20 minuti.
Le ultime due stagioni sono ancora inedite in chiaro, ma sono state trasmesse su Hiro nel 2010 dopo le repliche delle serie precedenti: anche i mini-episodi della terza serie, trasmessi in giorni diversi in Giappone, in Italia sono stati uniti in puntate di circa 20 minuti, mantenendo però un titolo per ogni mini-episodio. La terza serie è stata quindi trasmessa dal 9 giugno al 4 luglio 2010 in 26 episodi invece che 52, mentre la quarta serie, che anche in Giappone era formata da 52 episodi di 20 minuti divisi in due mini-episodi, è stata trasmessa dal 5 luglio al 25 agosto 2010.

### Sigle

#### Onegai My Melody
Sigla di apertura
- "Oto MELODY" di Mikako Takahashi.

Sigle di chiusura
- "My Dream, My Melody" di: MY MELODIES (ep. 1-28).
- "Yume miru chikara" (夢見るチカラ?) di: MY MELODIES (ep. 29-52).

#### Onegai My Melody ~Kuru Kuru Shuffle!~
Sigla di apertura
- "Koi♥Kuru" (コイ♥クル?) di Marina Kuroki.

Sigle di chiusura
- "Hare★Sora" (ハレ★ソラ?) di: MY MELODIES.
- "Te o tsunagō" (手をつなごう?) di: MY MELODIES.

#### Onegai My Melody Sukkiri♪
Sigle di apertura
- "Kirikirisuu" (キリキリスー?) di Marina Kuroki (ep. 1-27).
- "Chu☆Onegai My Melody" (Chu☆おねがいマイメロディ?) di: Nanakana (ep. 28-52).

Sigla di chiusura
- "Hoppeni Chu♡Chu♡" (ほっぺにChu♡Chu♡?) di: Nanakana.

#### Onegai My Melody Kirara★
Sigla di apertura
- "Kira kira kirara ★ San" (きらきらキララ★彡?) di Yuka Uchiyae.

Sigle di chiusura
- "Hoshizora hayatochiri" (星空ハヤトチリ?) di Yuka Uchiyae.
- "Uchuu [hoshi] no flamenco" (宇宙(ほし)のフラメンコ?, Uchuu (hoshi) no furamenko) di: ???.

### Sigla italiana
La sigla italiana è scritta e cantata da Cristina D'Avena su musica di Goffredo Orlandi. Dopo la sigla di Dolce piccola Remi questa è la seconda sigla scritta ed interpretata da Cristina D'Avena. All'inizio veniva impiegata, sia per quella iniziale sia per quella finale, un taglio della durata di 30 secondi, con il solo ritornello, mentre a cavallo tra la prima e la seconda stagione è stata utilizzata la versione classica della durata di un minuto. Fino all'episodio 28 della seconda stagione, la sigla conteneva un errore di montaggio audio, veniva infatti cantato: "Con la magia lei proverà / a rubare i sogni degli uomini", frase errata frutto dell'assemblaggio di due sezioni diverse della canzone.
L'attuale sigla italiana è frutto di un rifacimento da parte di Mediaset, visto che la sigla precedente, un ritornello con le parole "My Melody" e i nomi di tutti i personaggi della serie in rima, ha avuto problemi con i diritti. La sigla è stata poi utilizzata anche per gli episodi delle stagioni successive.
Sigla di apertura e di chiusura
- "Ma che melodia", musica di Goffredo Orlandi, testo e interpretazione di Cristina D'Avena.